# Diocesi di Tio
La diocesi di Tio (in latino: Dioecesis Tiana) è una sede soppressa del patriarcato di Costantinopoli e una sede titolare della Chiesa cattolica.

## Storia
Tio, identificabile con Filyos (distretto di Çaycuma nella provincia di Zonguldak) nell'odierna Turchia, è un'antica sede vescovile della provincia romana di Onoriade nella diocesi civile del Ponto. Faceva parte del patriarcato di Costantinopoli ed era suffraganea dell'arcidiocesi di Claudiopoli. La sede è documentata nelle Notitiae Episcopatuum del patriarcato fino al XII secolo.
Diversi sono i vescovi documentati di questa antica sede episcopale. Apragmonio prese parte al concilio di Efeso 431 e a quello di Calcedonia nel 451; in quest'ultimo concilio Apragmonio rappresentò anche il suo metropolita Calogero di Claudiopoli. Andrea sottoscrisse, il 20 luglio 518, la petizione inviata dal sinodo di Costantinopoli al patriarca Giovanni, perché rompesse i suoi legami con Severo di Antiochia e il partito monofisita e ristabilisse la fede calcedonese. Eugenio prese parte al concilio di Costantinopoli riunito nel 536 dal patriarca Mena, durante il quale furono condannati Severo di Antiochia e i suoi sostenitori, l'ex patriarca Antimo, il monaco siriano Zoora e Pietro di Apamea. Longino partecipò al concilio di Costantinopoli nel 680. Michele assistette al secondo concilio di Nicea nel 787. Costantino prese parte ai concili di Costantinopoli dell'869-870 e dell'879-880 che trattarono la questione del patriarca Fozio.
Oltre a questi vescovi documentati dalle fonti conciliari, la sigillografia ha restituito i nomi di altri vescovi di Tio, Cipriano, Antonio, Basilio, Michele II e Anthio, vissuti tra VIII e XI secolo. Infine altri due vescovi sono menzionati nelle fonti agiografiche, Costantino I e Sisinnio.
Dal XVIII secolo Tio è annoverata tra le sedi vescovili titolari della Chiesa cattolica; la sede è vacante dal 30 aprile 1970. Il suo ultimo titolare è stato Alfredo Maria Cavagna.

## Cronotassi

### Vescovi greci
- Apragmonio † (prima del 431 - dopo il 451)
- Andrea † (menzionato nel 518)
- Eugenio † (menzionato nel 536)
- Longino † (menzionato nel 680)
- Michele I † (menzionato nel 787)
- Cipriano † (circa VIII secolo)[8]
- Costantino I † (circa VIII-IX secolo)[9]
- Costantino II † (prima dell'869 - dopo l'879)
- Antonio † (IX-X secolo)[10]
- Basilio † (circa X secolo)[8]
- San Sisinnio † (consacrato vescovo tra il 984 e il 989)[11]
- Michele II † (X-XI secolo)[12]
- Anthio † (fine XI secolo)[13]

### Vescovi titolari
- Philipp Wirich Lorenz von Daun zu Sassenheim und Callenborn † (3 gennaio 1757 - 20 novembre 1763 deceduto)
- Tommaso Struzzieri, C.P. † (12 ottobre 1764 - 10 settembre 1770 nominato vescovo di Amelia)
- Anton Bernard Gürtler † (14 giugno 1773 - 28 maggio 1791 deceduto)
- Pasquale Sifanni † (27 febbraio 1792 - 1798 deceduto)
- Domenico Ventapane † (10 giugno 1798 - luglio 1830 deceduto)
- Ephysius Chiais, O.F.M. † (24 febbraio 1846 - 12 aprile 1884 deceduto)
- Aloysius Pareparambil (Pazheparambil) † (11 agosto 1896 - 8 dicembre 1919 deceduto)
- Luigi Martinelli † (13 marzo 1933 - 18 febbraio 1946 nominato arcivescovo di Amalfi)
- Leo Ferdinand Dworschak † (22 giugno 1946 - 23 febbraio 1960 nominato vescovo di Fargo)
- Alfredo Maria Cavagna † (31 agosto 1962 - 30 aprile 1970 deceduto)